# Tráiganme la cabeza de la Mujer Metralleta
Tráiganme la cabeza de la Mujer Metralleta (en inglés, Bring Me the Head of the Machine Gun Woman) es una película chilena de comedia de acción, dirigida por Ernesto Díaz Espinoza. La película tuvo su estreno mundial el 23 de septiembre de 2012 en el Austin Fantastic Fest y fue lanzada en Chile el 23 de mayo de 2013.

## Sinopsis
Santiago (Matías Oviedo) es un modesto DJ y gamer que accidentalmente se encuentra a sí mismo oyendo al gánster Che Longana (Jorge Alis) y a sus subordinados tratando de planear un golpe a una cazadora de recompensas, conocida solo como "Mujer Metralleta" (Fernanda Urrejola). Al ser descubierto, Santiago hace lo único que puede: él se ofrece a matar a la Mujer Metralleta y traer de vuelta a su cabeza, para demostrar que ella está realmente muerta. Él decide que la mejor manera de enfrentar la situación es tratar el potencial asesinato como lo haría en un videojuego violento. 
Él se las arregla para encontrar a la Mujer Metralleta, pero Santiago no es consciente de que los subordinados del Che le siguen con la intención de matarlos a ambos. La Mujer Metralleta mata a sus subordinados, pero perdona a Santiago por lástima. Santiago intenta volver a casa y huir de la ciudad con su madre (Francisca Castillo), pero es capturado por el Che, que amenaza con asesinar a ambos si Santiago no encuentra a la Mujer Metralleta. Él trata de encontrarla, pero el Che nuevamente los intercepta y logra dispararle a uno de ellos. Los dos huyen juntos y se dan cuenta de que ambos se sienten atraídos el uno al otro, culminando su encuentro teniendo sexo en un jeep. Ellos deciden que van a deshacerse del Che de una vez por todas, pero Santiago se olvida de informar a la Mujer Metralleta de la captura de su madre y como resultado de esto la operación sale mal. A pesar de ello, Santiago se las arregla para enfrentar el Che, y junto con la Mujer Metralleta matan al Che. Libres del reinado de terror del Che, la Mujer Metralleta y Santiago se besan, antes de que ella escape, dejando a Santiago solo. Sin estar dispuesto a aceptarlo, Santiago intenta perseguirla en un coche robado, pero es detenido por la policía antes de que pueda alcanzarla.

## Reparto

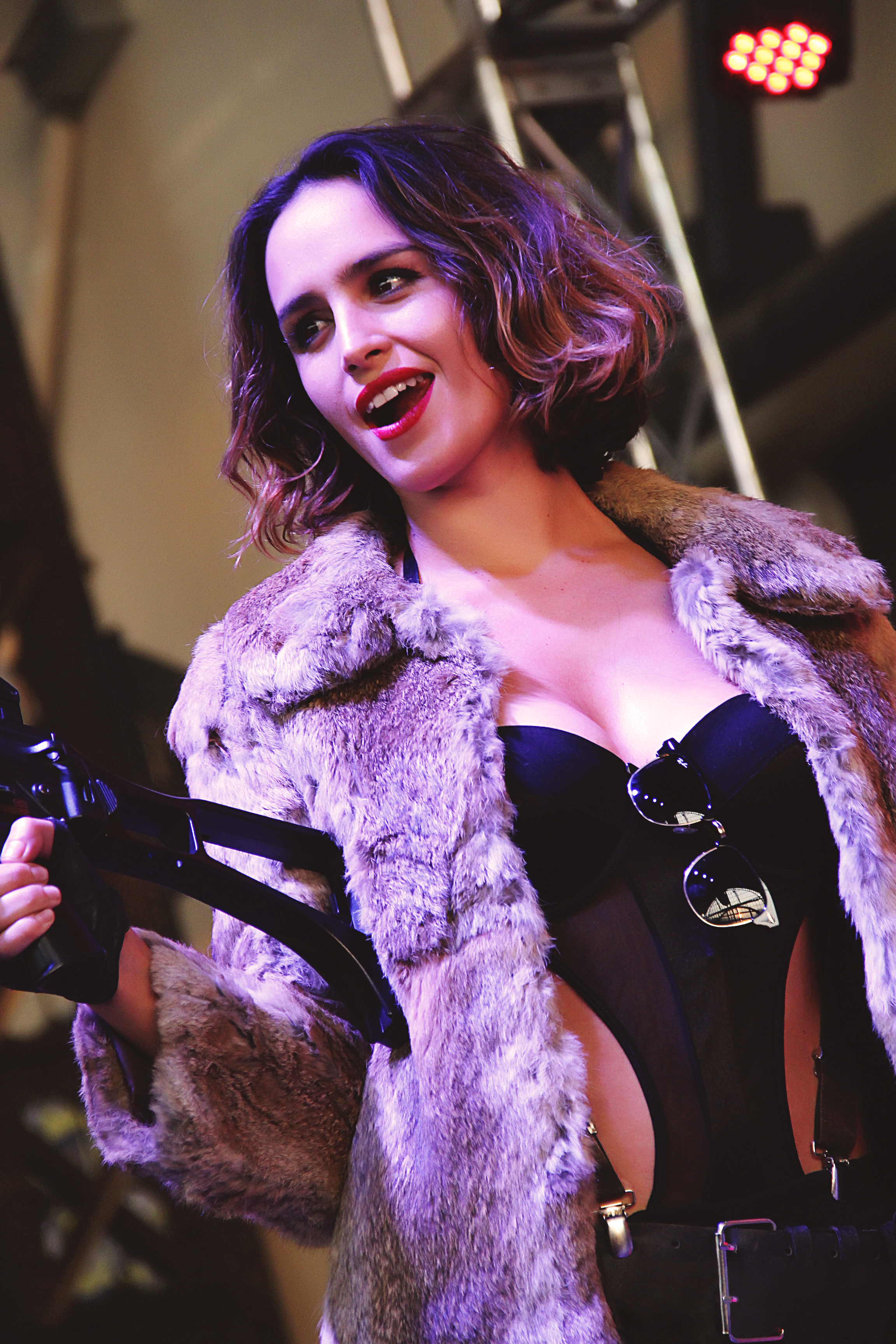
Fernanda Urrejola caracterizada como la Mujer Metralleta.

- Fernanda Urrejola como la Mujer Metralleta.
- Matías Oviedo como Santiago Fernández.
- Jorge Alís como Che Longana.
- Sofía García como Shadeline Soto.
- Alex Rivera como Flavio.
- Felipe Avello como Jonny Medina.
- Pato Pimienta como Pato El Conserje.
- Francisca Castillo como la mamá de Santiago.
- Miguel Ángel de Luca como Parguineo.
- Daniel Antivilo como El Tronador.
- Jaime Omeñaca como Bracoli.

## Recepción
La crítica a la película fue principalmente positiva, y tanto Film School Rejects como Complex la consideraron como una de las mejores películas del Austin Fantastic Fest. El Daily Record y The List calificaron a la película con tres estrellas, y el Daily Record señaló que, aunque la película tuvo algunas fallas con su producción era, en definitiva, "un divertido paseo que nunca sale de la bienvenida." Bloody Disgusting dio a la película una revisión excesivamente favorable, específicamente alabando a la actriz Fernanda Urrejola.